# Notwasserung

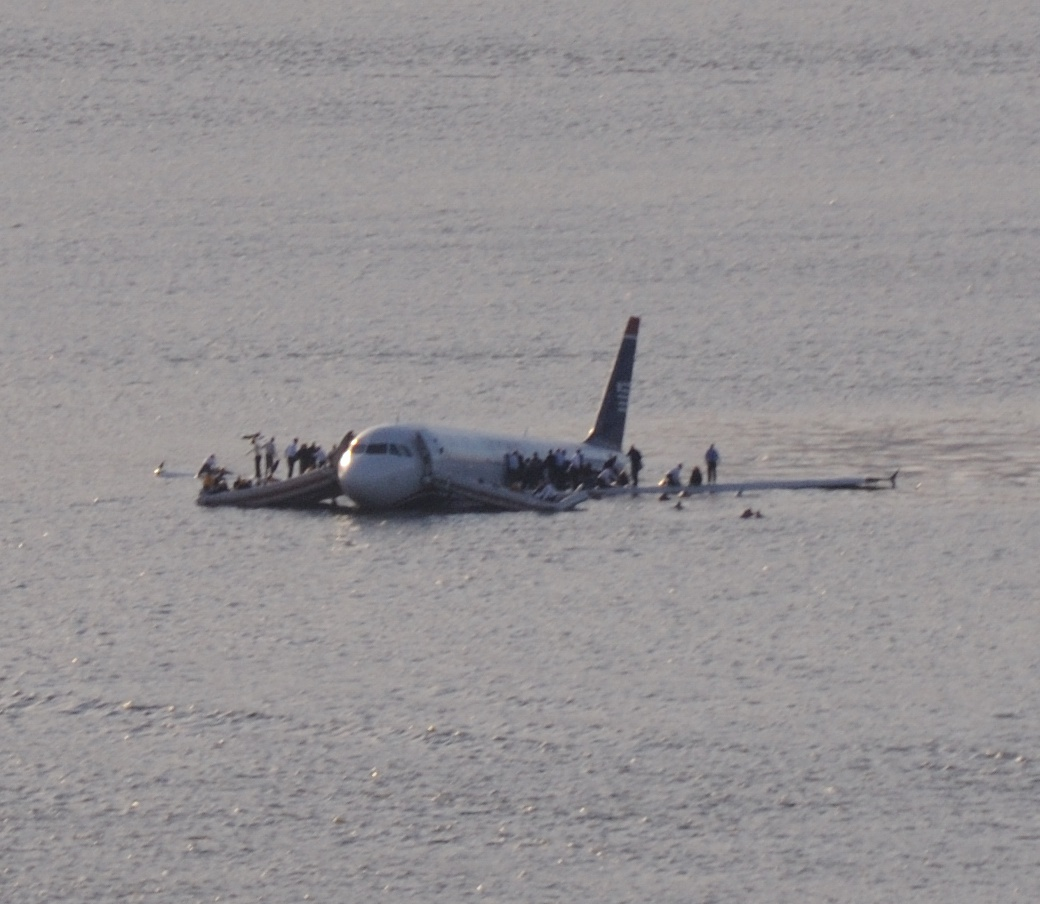
Ein Airbus A320 nach einer Notwasserung im Januar 2009 (US-Airways Flug 1549)

Eine Notwasserung ist eine Notlandung auf dem Wasser durch ein Fluggerät, das nicht für Wasserlandungen ausgelegt ist. Notwasserungen kommen in der modernen Luftfahrt äußerst selten vor. Eine Notlandung auf dem Land gilt grundsätzlich als weniger gefährlich als eine Notwasserung. 

## Liste von Notwasserungen von Verkehrsflugzeugen (Auswahl)
Bei Flugzeugen stellen Notwasserungen ein sehr riskantes Manöver dar, da sich die Wasseroberfläche bei typischen Landegeschwindigkeiten von Strahlverkehrsflugzeugen (ca. 250 km/h) sehr hart verhält und die Tragwerks- und Rumpfstruktur nicht für direktes Aufsetzen auf einer Oberfläche ausgelegt sind. Trotzdem gab es Notwasserungen, bei denen alle oder wenigstens einige der Passagiere überlebten:
- Am 15. August 1949 mussten die Piloten einer Douglas DC-4/C-54A der Transocean Air Lines (Luftfahrzeugkennzeichen N79998) etwa 13 Kilometer vor der irischen Westküste eine nächtliche Notwasserung durchführen. Das aus Rom kommende Flugzeug flog zunächst weit auf den Atlantik hinaus, anstatt in Shannon zwischenzulanden. Nachdem die Besatzung ihren Irrtum bemerkt hatte und umgekehrt war, ging der Treibstoff aus. Sieben Fluggäste und ein Besatzungsmitglied kamen ums Leben. Weitere 50 Personen wurden von der Besatzung eines Fischtrawlers gerettet.[1]

- Am 11. Juni 1952 wasserte eine Douglas DC-4 auf dem Pan-Am-Flug 526A vor der Küste Puerto Ricos bei starkem Seegang. Alle 69 Personen an Bord überlebten den Aufprall. Durch die unkoordinierte Evakuierung und das Versäumnis, die Passagiere über den Umgang mit den Rettungswesten zu unterweisen, starben 52 Fluggäste beim Untergang der Maschine. Dieser Unfall führte zur internationalen Vorschrift, dass Passagiere auf längeren Flügen über Wasser bereits vor dem Start darüber informiert werden müssen, wo die Rettungswesten zu finden und wie diese zu benutzen sind.

- Am 19. Juni 1954 musste eine Convair CV-240-2 der schweizerischen Fluggesellschaft Swissair (HB-IRW) wegen Treibstoffmangels im Ärmelkanal notgewassert werden. Von den neun Personen an Bord (fünf Fluggäste und vier Besatzungsmitglieder) ertranken drei Passagiere, da sie nicht schwimmen konnten und keine Schwimmwesten an Bord waren (diese waren damals noch nicht vorgeschrieben), die Übrigen überlebten. Das Flugzeug hatte sich auf einem Linienflug von Genf nach London befunden. Die Schuld wurde den Piloten angelastet, die es versäumt hatten, vor dem Flug genügend Treibstoff zu tanken, und auch während des Flugs nicht bemerkten, dass der Treibstoff nicht reichen würde.[2]

- Am 26. März 1955 riss ein Triebwerk einer Boeing 377 der Pan American World Airways im Flug ab. Der Besatzung gelang es, die Maschine etwa 56 Kilometer vor der Küste Oregons notzuwassern. Bei dem Unfall kamen vier der 23 Insassen ums Leben.[3]

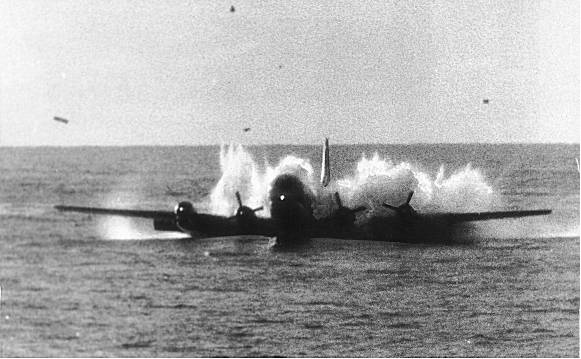
Notwasserung des Pan-Am-Flugs 6

- Am 16. Oktober 1956 machte eine Boeing 377 auf dem Pan-Am-Flug 6 eine Notwasserung im Pazifik, nachdem zwei der vier Motoren ausgefallen waren. Um die Chancen einer Rettung der Passagiere zu erhöhen, kreiste das Flugzeug bis zum Morgengrauen um ein Schiff der US-Küstenwache, bevor sie wasserte. Alle 31 Menschen an Bord überlebten.[4]

- Am 23. September 1962 musste eine Lockheed Super Constellation auf dem Flying-Tiger-Line-Flug 923 rund 1000 Kilometer westlich von Irland im Atlantik notwassern, nachdem drei der vier Motoren ausgefallen waren. Von den insgesamt 68 Passagieren und acht Besatzungsmitgliedern wurden 48 Personen durch die Besatzung des Frachters MS Celerina gerettet.[5]

- Am 21. August 1963 konnte eine Tu-124 der Aeroflot nach dem Start in Tallinn ihr Fahrwerk nicht vollständig einfahren. Der zusätzliche Luftwiderstand erhöhte den Treibstoffverbrauch. Aufgrund des dichten Nebels in Tallinn entschieden sich die Piloten nach Leningrad auszuweichen. Dort kreiste das Flugzeug zunächst über der Stadt, bis der erste Motor ausfiel. Nach Ausfall des zweiten Motors führte die Besatzung eine Notwasserung auf der Newa durch. Alle 52 Insassen überlebten.[6]

- Am 21. Juni 1964 führte die Besatzung einer Douglas DC-3 der spanischen TASSA nach dem Start vom Flughafen Palma de Mallorca eine Notwasserung durch, nachdem beide Motoren nacheinander im Steigflug ausgefallen waren. Die Maschine setzte etwa 900 Meter vor der Küste auf, wobei sich der Kapitän verletzte. An Bord befanden sich 25 britische Urlauber und drei Besatzungsmitglieder. Es gelang, das Flugzeug vollständig zu evakuieren. Ein männlicher Fluggast kletterte jedoch in die Kabine zurück, um seine Tasche zu holen. Er ging mit der Maschine unter und ertrank.[7][8]

- Am 16. September 1966 kam es bei einer Douglas DC-3 (EC-ACX), die von Spantax für Iberia betrieben wurde, zwei Minuten nach dem Start vom Flughafen Teneriffa-Los Rodeos zu einem Triebwerksschaden. Bei der erforderlichen Notwasserung ertrank ein Passagier, der sich geweigert hatte, das Flugzeug zu verlassen. Alle anderen 23 Passagiere und drei Besatzungsmitglieder überlebten.[9]

- Am 23. Juli 1969 wurden beide Motoren einer Douglas DC-3 der Air Djibouti durch Vogelschlag beschädigt. Der Besatzung gelang eine erfolgreiche Notwasserung vor der Küste Dschibutis. Die vier Personen an Bord blieben unverletzt.[10]

- Am 2. Mai 1970 machte eine DC-9-33CF der Overseas National Airways, die für ALM Antillean Airlines betrieben wurde, mit leerem Tank eine Notwasserung im Karibischen Meer. Die Piloten hatten wegen schlechter Sicht mehrere Landungen auf Sint Maarten abgebrochen und sich zu spät entschieden, nach Saint Thomas auszuweichen. Das Flugzeug blieb nach der Notwasserung im Wesentlichen intakt, sank jedoch nach zehn Minuten in 1500 Meter Meerestiefe. Von den 63 Insassen überlebten 40, die eine Stunde später von Hubschraubern gerettet wurden (siehe auch ALM-Flug 980).[11]

- Am 23. November 1996 wurde eine Boeing 767-200ER auf dem Ethiopian-Airlines-Flug 961 entführt. Nachdem der Treibstoff ausgegangen war, versuchten die Piloten etwa 500 Meter vor der Küste der Komoren eine Notwasserung. Dabei zerbrach das Flugzeug in mehrere Teile. Von den 175 Insassen überlebten 50. Einige starben, da sie die Schwimmwesten bereits in der Kabine aufgeblasen hatten und somit an Bord gefangen waren.[12]

- Am 16. Januar 2002 fielen bei einer Boeing 737 auf dem Garuda-Indonesia-Flug 421 beide Triebwerke aufgrund starken Hagels aus. Mehrere Versuche, die Triebwerke wieder zu starten, scheiterten, so dass sich die Piloten gezwungen sahen, auf dem Fluss Bengawan Solo nahe Yogyakarta zu landen. Von den insgesamt 60 Personen an Bord verstarb eine Flugbegleiterin.[13]

- Am 6. August 2005 machte eine ATR 72 auf dem Tuninter-Flug 1153 vor Sizilien eine Notwasserung, nachdem der Treibstoff ausgegangen war. Später stellte sich heraus, dass die ausgetauschte Tankuhr für einen kleineren Tank gedacht war. Von den 39 Menschen an Bord überlebten 20. Das Wrack wurde in drei Teilen aufgefunden.[14]

- Am 15. Januar 2009 führte der Kapitän Chesley Sullenberger mit einem Airbus A320 auf dem US-Airways-Flug 1549 wenige Minuten nach dem Start auf dem New Yorker Flughafen La Guardia eine Notwasserung auf dem Hudson River durch. Ein doppelter Vogelschlag hatte zum Ausfall der beiden Triebwerke geführt. Alle 155 Menschen an Bord überlebten. Das Flugzeug blieb dabei bis auf ein abgerissenes Triebwerk intakt und für die Rettung der Insassen lange genug schwimmfähig.[15][16]

## Anflugverhalten

### Anflugverfahren von Verkehrsflugzeugen
Die Piloten müssen bei diesem Landungstyp darauf achten, dass beide Tragflächen gleichzeitig aufsetzen und die Maschine in einer waagerechten Fluglage verbleibt. Bei Landungen von Verkehrsflugzeugen halten Triebwerke, die unter den Tragflächen angebracht sind, dem sich im Moment des Eintauchens durch die Landegeschwindigkeit schlagartig aufbauenden Wasserwiderstand in der Regel nicht stand und reißen ab. Dabei sollte nach Möglichkeit die Außenhaut des Flugzeugrumpfes intakt bleiben. Flugzeuge, deren Triebwerke oberhalb der Tragflächen angeordnet sind, sind hier im Vorteil.

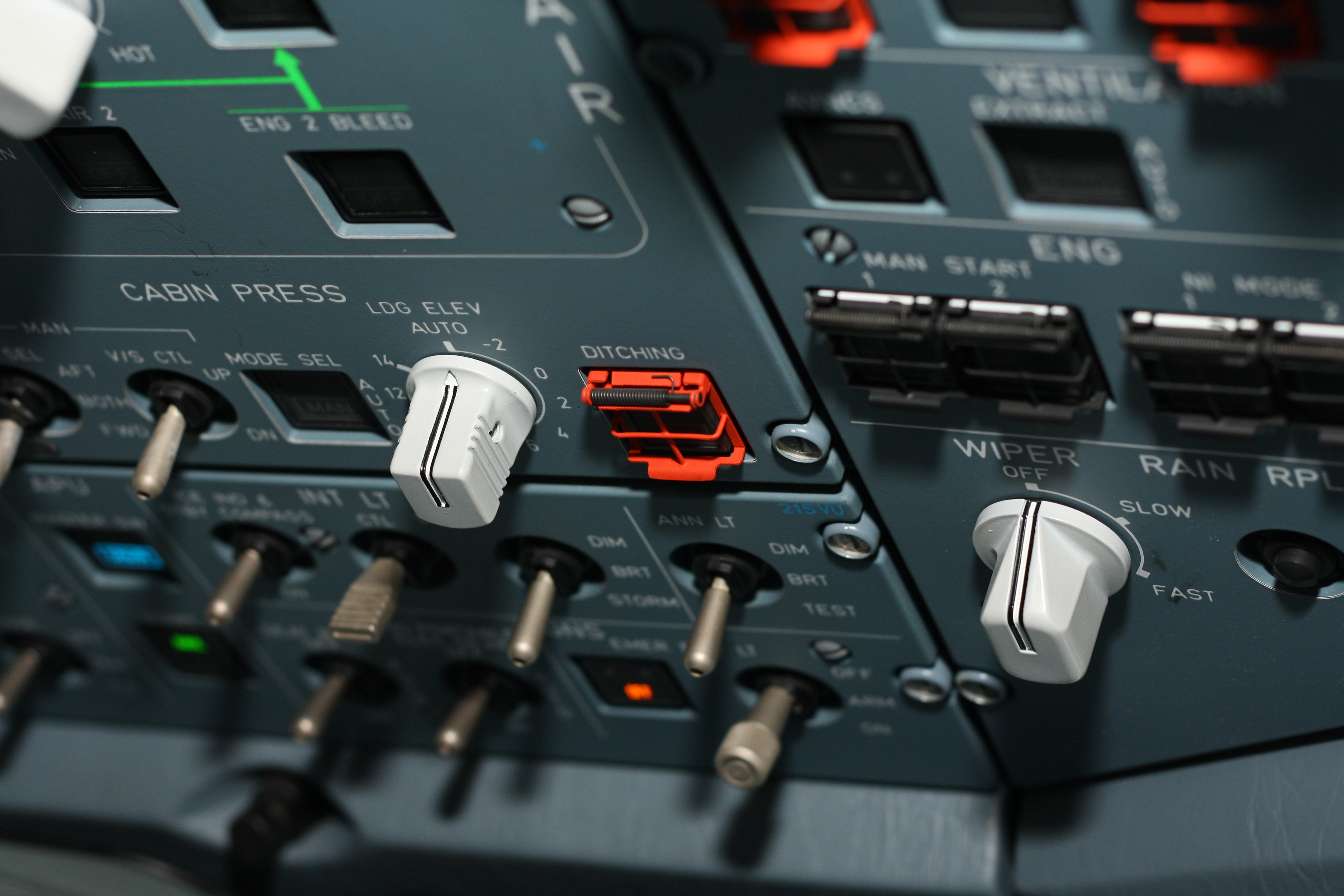
Ditching-Schalter in einem Airbus A330

Kurz vor dem Aufsetzen sollte der ditch mode aktiviert werden, soweit vorhanden. Er sorgt dafür, dass eine Vielzahl von Klappen verschlossen werden (z. B. das Outflowvalve) und die Maschine länger an der Wasseroberfläche verbleibt, so dass die Chance erhöht wird, dass Passagiere die Maschine über Notrutschen verlassen können, bevor das Flugzeug im Gewässer versinkt.
Wenn möglich, wird gegen den Wind gelandet. Bei größerem Wellengang wird parallel zu den Wellen gelandet, möglichst auf einem Wellenkamm. Die Landung erfolgt mit eingefahrenem Fahrwerk. Gelandet werden sollte mit geringer Sinkrate und geringstmöglicher Geschwindigkeit. Die Landung wird als – heckbetonte – Dreipunktlandung mit parallelem Wasserkontakt der Tragflächen durchgeführt, da sonst die Gefahr eines Überschlages besteht.

### Notwasserung von Kleinflugzeugen
Die Notwasserung von Kleinflugzeugen ist wegen der geringeren Landegeschwindigkeit nicht ganz so gefährlich wie mit Verkehrsflugzeugen. Eine Notlandung auf dem Festland ist aber auch hier weniger gefährlich als eine Notwasserung.

### Notwasserung von Segelflugzeugen
Segelflugzeuge werden mit ausgefahrenem Fahrwerk, verriegelter Haube und geschlossener Belüftung gewassert. Die Gurte sind so straff wie möglich anzuziehen.
In der älteren Literatur wird teilweise noch empfohlen, mit eingefahrenem Fahrwerk zu wassern. Neuere Versuche haben jedoch gezeigt, dass moderne Segelflugzeuge durch ihre strömungsgünstige Form nach  dem Aufsetzen recht tief unter die Wasseroberfläche tauchen, was vor allem bei seichtem Wasser sehr gefährlich ist. Der Widerstand des ausgefahrenen Fahrwerks verringert die Eintauchtiefe merklich, ohne dass deswegen die Gefahr bestünde, dass sich das Segelflugzeug überschlägt.
Eine Wasserung sollte parallel zum Ufer erfolgen, einerseits wegen der Ausrichtung der Wellen, andererseits auch, um nicht versehentlich zu nahe ans Ufer zu geraten. Die Wasseroberfläche wird wie eine feste Landebahn angeflogen und das Flugzeug möglichst mit Minimalfahrt aufgesetzt. Nach dem Wiederauftauchen wird die Haube geöffnet oder notfalls abgeworfen, Gurtzeug und Fallschirm abgelegt und das Cockpit verlassen. Ein Segelflugzeug hat eine begrenzte Schwimmfähigkeit.

### Hubschrauber
Bestimmte Hubschrauber-Typen verfügen über Notschwimmeigenschaften und über zusätzlich aufblasbare Schwimmer, die das Kentern des Hubschraubers nach einer Wasserung vermeiden sollen. Durch den hohen Schwerpunkt und den Wellengang besteht eine große Gefahr des Durchkenterns, weshalb dieses Szenario zum Inhalt von Notfalltrainings für potenziell betroffenen Personenkreise (z. B. Flugpersonal, Offshore-Arbeiter oder Marineangehörige) gehört.

## Stillstand nach der Notwasserung
Eine Maschine, gleich welchen Typs, kommt allein durch die auf das Flugzeug einwirkende Reibung an der Wasseroberfläche zum Stillstand. Bei Strahlflugzeugen steht keine Schubumkehr zur Verfügung, da die Triebwerke bei der Wasserung im Regelfall abreißen, abgesehen davon, dass erhebliche Probleme mit den Triebwerken die Ursache für die Notwasserung gewesen sein dürften.